# Буферна держава
Буферна держава — країна, що лежить між двома конкуруючими або потенційно ворожими (у військовому або геополітичному сенсі) Великими державами, що розмежовує їх і забезпечує таким чином відсутність спільних кордонів і контакту ворожих один одному армій. 
Часто використовуються протиборчими державами для створення «санітарних кордонів».
Буферні держави, коли вони насправді незалежні, як правило, мають нейтральну зовнішню політику, яка відрізняє їх від держав-сателітів. 
У 19 столітті, маніпулювання буферними державами, як Афганістан і Центрально-Азійські Емірати були частиною Великої гри, яка розігрувалася між Британською та Російською імперією за контроль над стратегічними підходами до гірських перевалів, які ведуть до Британської Індії.
Прикладами буферних держав у XX ст. можуть служити:
- Далекосхідна республіка, що існувала в 1920 - 1922 рр..і виконувала роль буферної держави між РРФСР і Японією
- Маньчжурська держава, що існувала в 1932 - 1945 рр.. і відігравало роль буферної держави між СРСР і Японією
- Фінляндія, яка в період холодної війни грала роль буферної держави у протистоянні між Сходом (СРСР та інші країни ОВД) і Заходом (США і інші країни НАТО)[1]
- Монголія, між КНР і Росією
- Польща у міжвоєнний період розмежовувала Німеччину і Радянський Союз
- Україна, між НАТО та РФ, опісля проголошення Незалежності, і, принаймні, до Революції гідності[2][3]